# Distrikt Saucepampa
Der Distrikt Saucepampa liegt in der Provinz Santa Cruz in der Region Cajamarca im Norden Perus. Der Distrikt wurde am 1. September 1989 gegründet. Er besitzt eine Fläche von 31,2 km². Beim Zensus 2017 wurden 1502 Einwohner gezählt. Im Jahr 1993 lag die Einwohnerzahl bei 2480, im Jahr 2007 bei 2031. Sitz der Distriktverwaltung ist die 1935 m hoch gelegene Ortschaft Saucepampa mit 187 Einwohnern (Stand 2017). Saucepampa befindet sich 8 km südsüdöstlich der Provinzhauptstadt Santa Cruz de Succhabamba.

## Geographische Lage
Der Distrikt Saucepampa befindet sich in der peruanischen Westkordillere zentral in der Provinz Santa Cruz. Der Westen wird über den Río Cañad, der Osten über den Río El Choro nach Norden zum Río Chancay entwässert.
Der Distrikt Saucepampa grenzt im Süden und im Südwesten an den Distrikt Pulán, im Norden an den Distrikt Santa Cruz sowie im Osten an den Distrikt Yauyucan.

## Ortschaften
Im Distrikt gibt es neben dem Hauptort folgende größere Ortschaften:
- Limac
- Maraypampa
- Romero Circa